# Vigelandpark

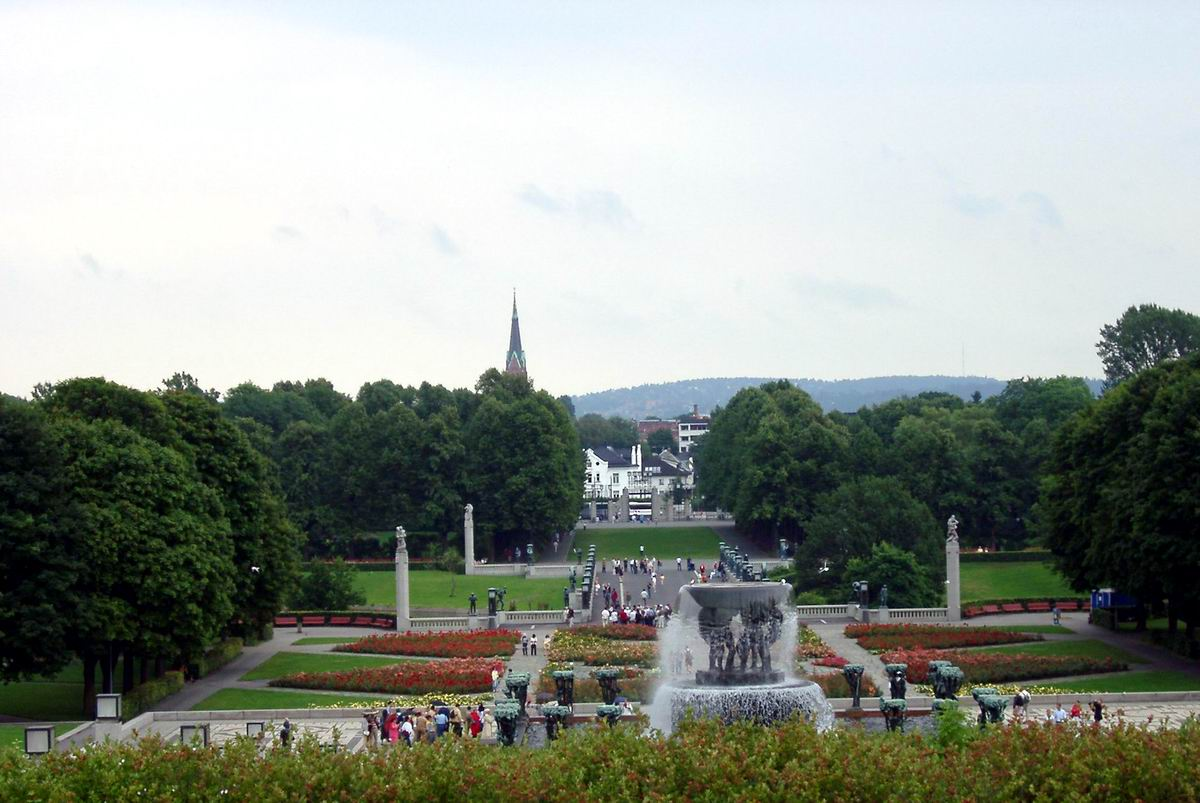
Vigelandpark

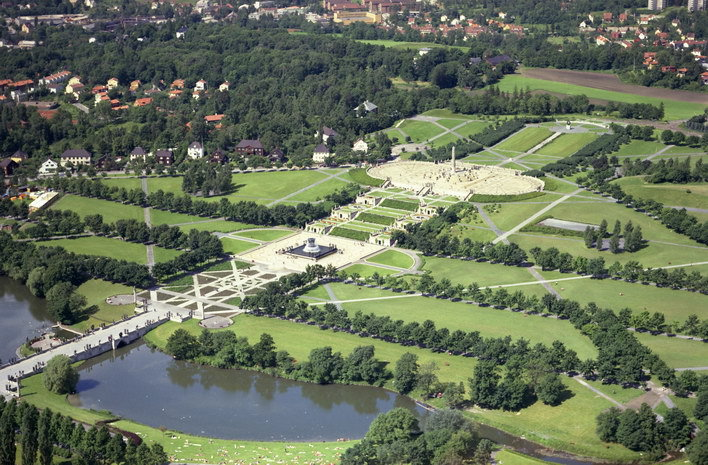
Het Frognerpark met in het midden het Vigelandpark

Het Vigelandpark (Noors: Vigelandsanlegget) is een beeldenpark in het Frognerpark in de Noorse hoofdstad Oslo.
Vigelandsanlegget telt 212 stenen en bronzen beelden, die alle tussen 1907 en 1942 zijn gemaakt door de Noorse beeldhouwer Gustav Vigeland.
Veel beelden symboliseren de kringloop van het menselijk leven. Onderaan de brug is de ontwikkeling van een embryo tot een kleuter te zien, terwijl rondom de Monolitten alle levensstadia van de mens te zien zijn. Op de monoliet zelf staan op elkaar klimmende menselijke figuren afgebeeld.
Dit complex is een monumentale verzameling figuren uit brons en steen. Het beeldenpark is ontstaan in de jaren 1923 tot 1943 en omvat onder andere:

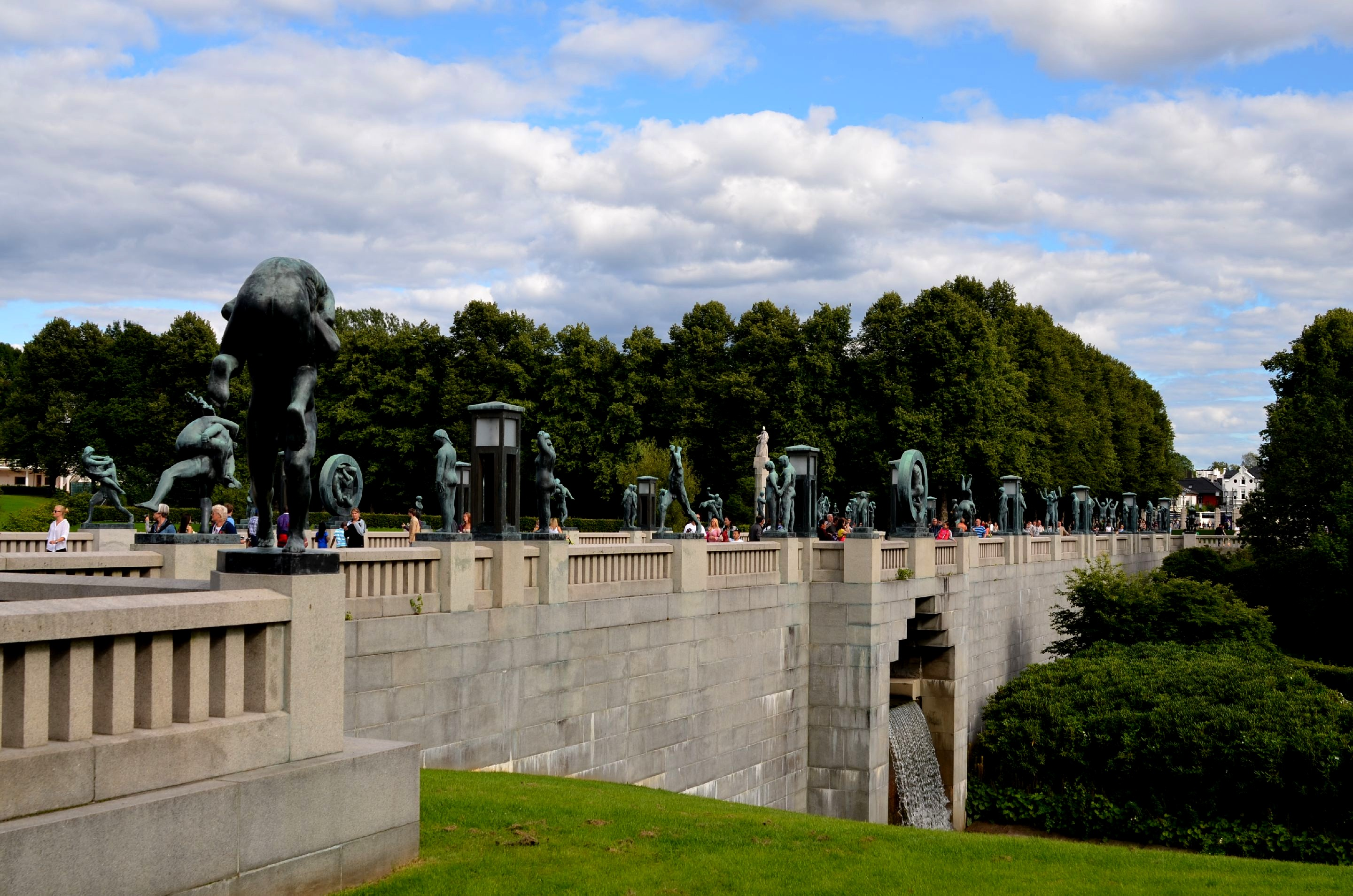
Een brug met 58 bronzen beelden
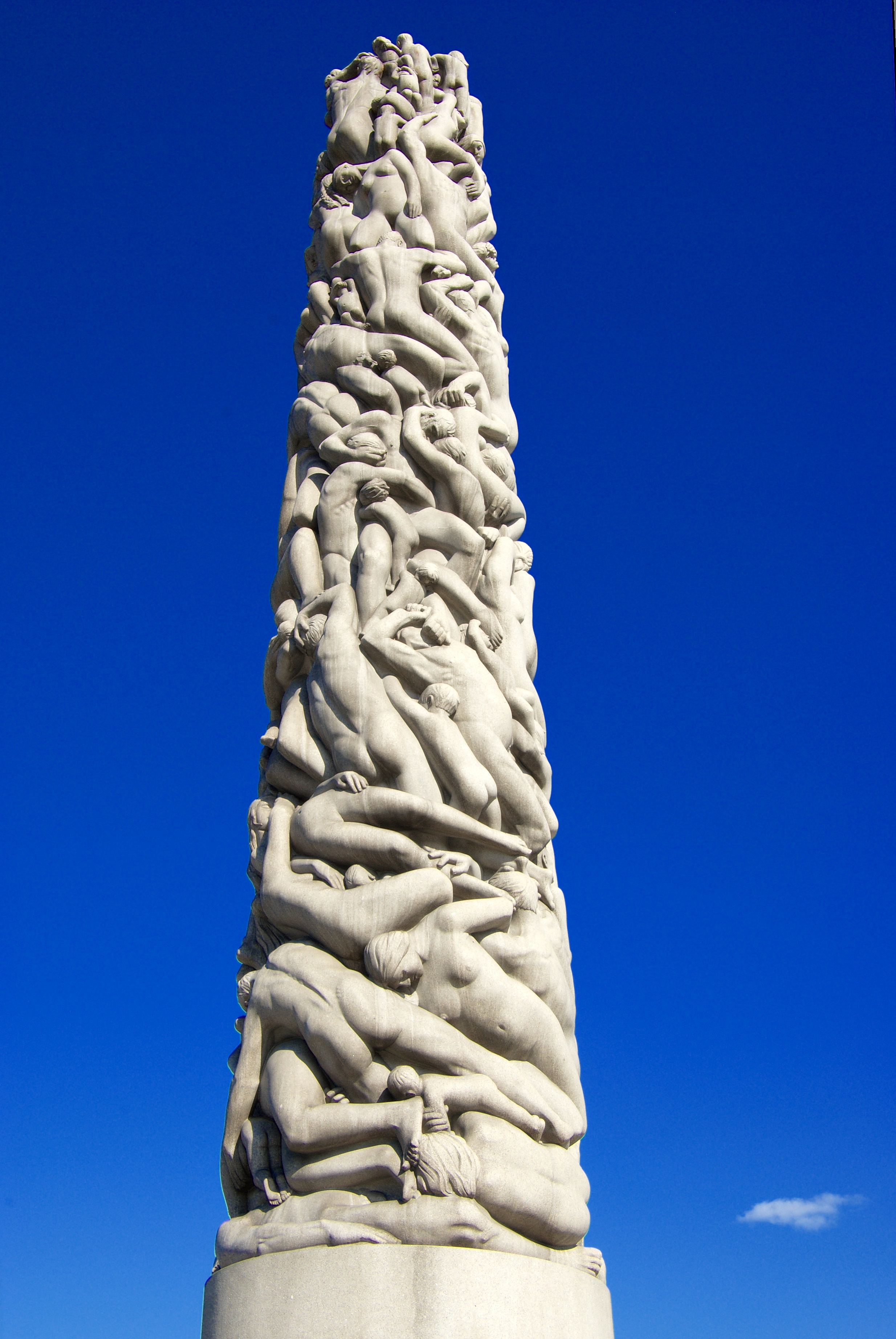
Een 17 meter hoge zuil, de Monolitten, met 121 stenen figuren uit Iddefjords-graniet
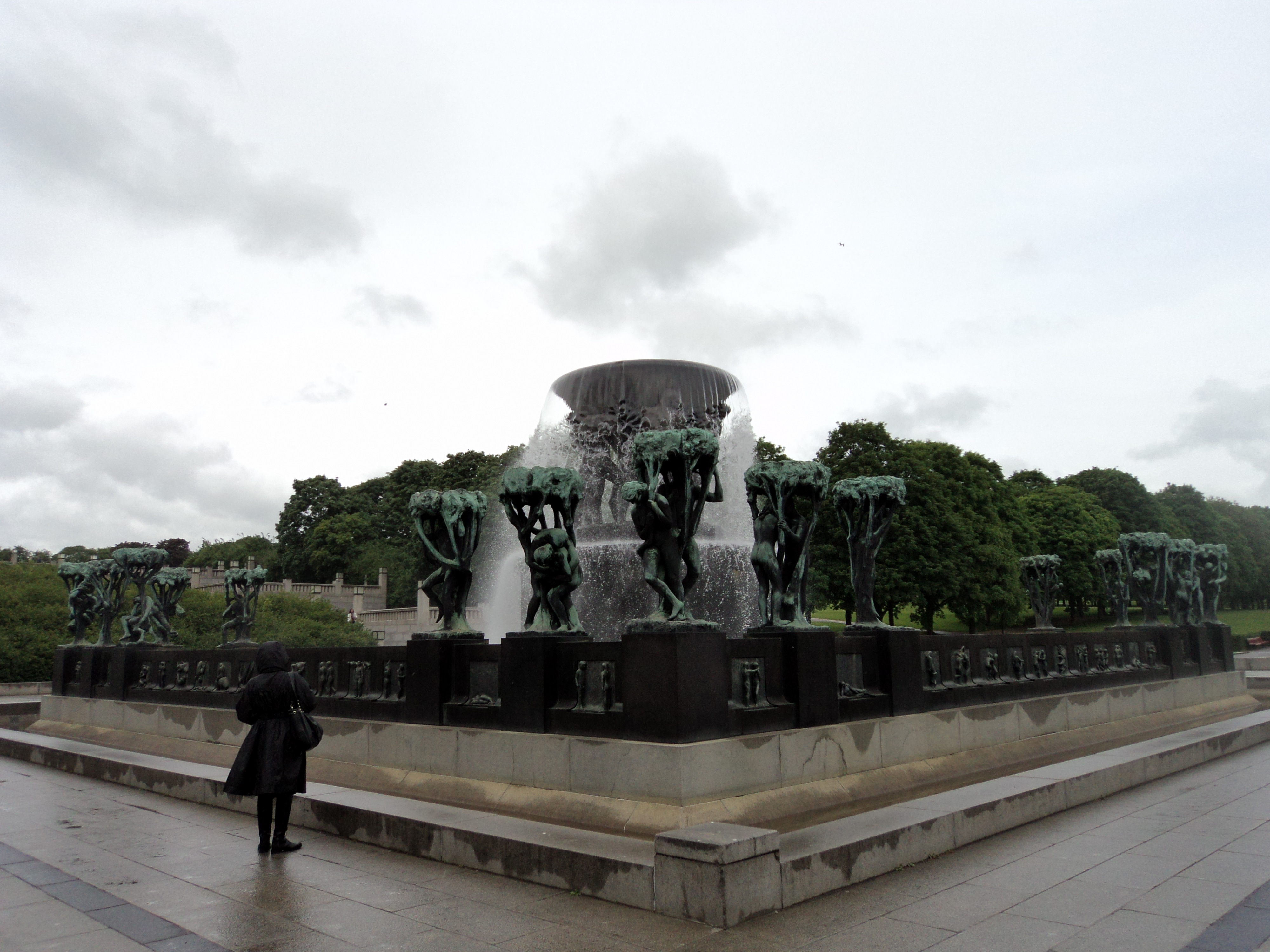
Fontein met vele beelden
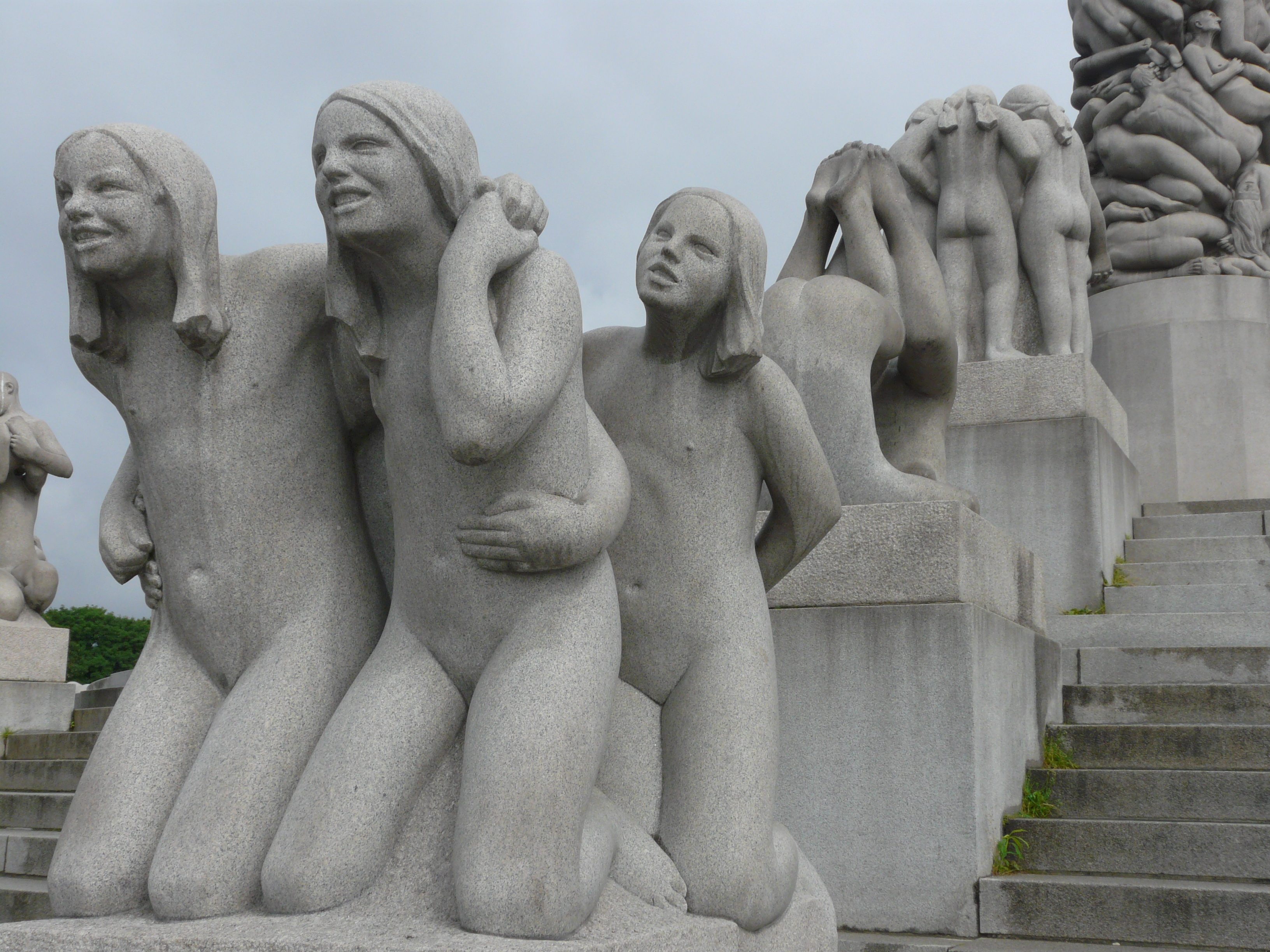
Een beeldengroep voorstellende de cirkel van het leven
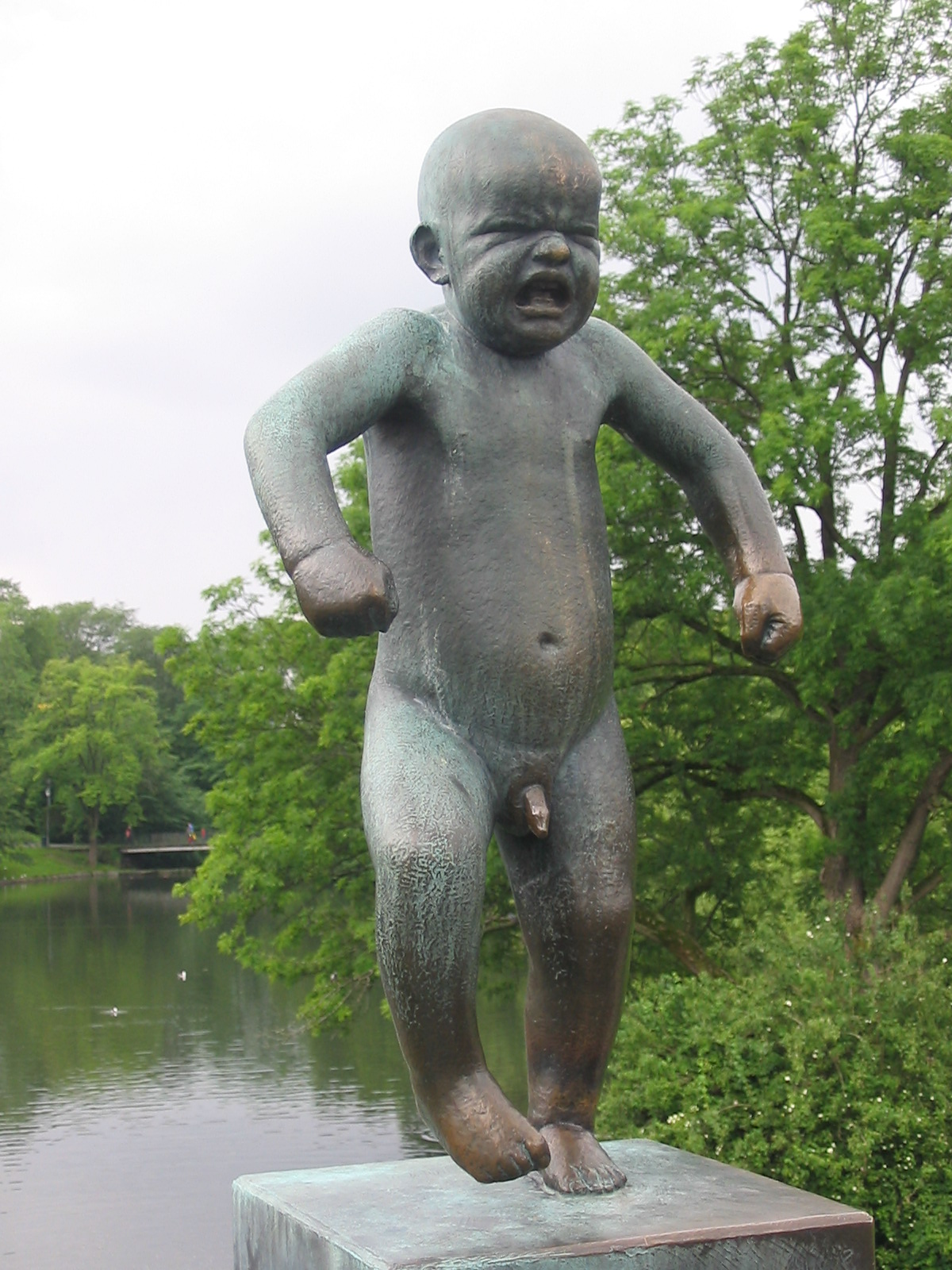
Sinnataggen (1928)